# Serra de Brufaganya
La Serra de Brufaganya és una serra situada al municipi de Pontils, a la comarca de la Conca de Barberà, amb una elevació màxima de 923 metres. Al nord de la serra hi ha el nucli de població i el santuari de Sant Magí de Brufaganya.